# Général Alfred Canton
Alfred Canton (1850-1924) est un officier français, général de brigade.

## Biographie
Marie Alfred Canton est né le 25 février 1850 à Thionville de Paul Canton industriel et de Margueritte Bouvier. Il fut Saint-Cyrien, et termina dans l’armée, avec la distinction de général de brigade. Il fut commandeur de la Légion d'honneur. Il se maria à Clermont-Ferrand le 15 septembre 1884 avec Jeanne Marie Zélie Bresson-Savaron. Cette dernière, née à Graçay dans le Cher le 4 décembre 1860, est la fille de Jean Roch Bresson-Savaron, percepteur et de Marie Antoinette Emma Pascal, décédée le 8 février 1947 à Crevant-Laveine, Puy-de-Dôme. La famille Savaron est une très ancienne famille bourgeoise de Clermont-Ferrand ayant donné lieu à diverses publications de généalogie. Il décéda le 24 février 1924 à Temniac en Dordogne (24).

## Carrière militaire
Alfred Canton sort de l'École Impériale Spéciale Militaire de St Cyr de la promotion Suez en 1870, 45e sur 275.

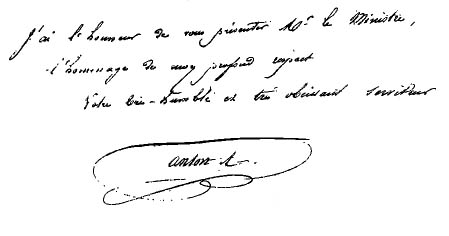
Autographe d'Alfred Canton

### États de service
Quatre campagnes militaires:
- contre l'Allemagne du 19 juillet 1870 au 11 avril 1871,
- en Afrique du 5 mai 1871 au 9 juin 1875,
- en Tunisie (corps expéditionnaire) du 27 septembre 1881 au 1er décembre 1883,
- contre l'Allemagne du 2 août 1914 au 6 juin 1916.

Il fut blessé à la jambe gauche à la Bataille de Frœschwiller-Wœrth (1870) le 6 août 1870.

### citations
- cité à l'ordre de la colonne le 23 juin 1871 pour sa conduite au combat de Dra-el- Caïd (Kabylie),
- cité à l'ordre de la division de Constantine, le 27 septembre 1873 pour le courage dont il a fait preuve en essayant, par une forte mer, de sauver au péril de sa vie, un enfant qui se noyait dans la rade de Djidjelli (Algérie).

### Décorations
- Légion d'honneur: chevalier le 9 juillet 1883, officier le 9 juillet 1895, commandeur le 30 décembre 1908.
- Il fut en outre autorisé à accepter et à porter la décoration de 3e classe (officier) de l'ordre de Nichan Iftikhar (4 avril 1883).
- Il fut nommé officier d'Académie le 19 juillet 189, pour avoir rédigé un cours d’histoire à l’usage de l’école militaire de St Cyr (renseignement oral), obtint la médaille coloniale avec les agrafes (Algérie, Tunisie) en 1894, la décoration de l'ordre du mérite militaire d'Espagne en 1906 et la médaille commémorative 1870-1871.

## Sources
- Alain Demange, Album de la famille Canton, 2004